# Martina Cavallero

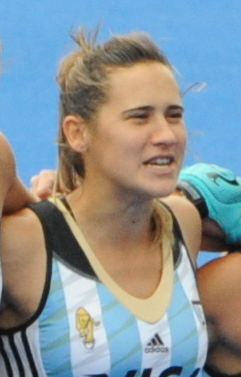
Martina Cavallero bei den Olympischen Spielen 2016

Martina Cavallero (* 7. Mai 1990 in Morón) ist eine ehemalige argentinische Hockeyspielerin. Sie gewann mit der argentinischen Nationalmannschaft bei den Olympischen Spielen 2012 die Silbermedaille und war Weltmeisterschaftsdritte 2014.

## Sportliche Karriere
Die 1,63 Meter große Angreiferin war von 2010 bis 2018 Mitglied der argentinischen Nationalmannschaft und bestritt über 200 Länderspiele. 
Bei den Olympischen Spielen 2012 in London lagen nach der Vorrunde die Mannschaften aus Argentinien, Neuseeland und Australien nach Punkten gleichauf. Dank des besseren Torverhältnisses kamen die Argentinierinnen und die Neuseeländerinnen weiter. Im Halbfinale besiegten die Argentinierinnen die britische Mannschaft mit 2:1, im Finale unterlagen sie den Niederländerinnen mit 0:2. Cavallero war in allen sieben Spielen dabei, ihr einziges Tor erzielte sie im Vorrundenspiel gegen Südafrika.
Im März 2014 bei den Südamerikaspielen in Santiago de Chile gewannen die Argentinierinnen das Finale gegen Chile mit 3:1. Cavallero wirkte nur in den beiden ersten Partien mit, erzielte aber fünf Tore im ersten Spiel gegen Venezuela. Im Juni 2014 fand die Weltmeisterschaft in Den Haag statt. Die Argentinierinnen belegten in der Vorrunde den zweiten Platz hinter dem Team aus den Vereinigten Staaten. Im Halbfinale unterlagen die Argentinierinnen den Niederländerinnen mit 0:4, das Spiel um den dritten Platz gewannen sie mit 2:1 gegen das US-Team. Cavallero war in allen sieben Spielen dabei. Im Finale der Panamerikanischen Spiele 2015 in Toronto trafen die beiden Teams erneut aufeinander und die Mannschaft aus den Vereinigten Staaten gewann mit 2:1.
Bei den Olympischen Spielen 2016 in Rio de Janeiro unterlagen die Argentinierinnen im Viertelfinale der niederländischen Mannschaft mit 2:3 und schieden damit aus. Cavallero erzielte im letzten Gruppenspiel gegen Indien zwei Tore. 2018 bei der Weltmeisterschaft in London schied Cavallero mit der argentinischen Mannschaft im Viertelfinale gegen die Australierinnen im Shootout aus.
Martina Cavallero spielte beim Hurling Club in Hurlingham.